# Dignity Health Tennis Center
 (février 2025).
Le Dignity Health Tennis Center est un centre de tennis américain à Carson, dans le comté de Los Angeles, en Californie. Partie du Dignity Health Sports Park, un complexe sportif comprenant également le VELO Sports Center, il compte onze courts, dont le principal doté de gradins de 7 259 places. Site du tournoi de tennis de Los Angeles de 2003 à 2009, il doit accueillir les épreuves de tennis lors des Jeux olympiques d'été de 2028, organisés à Los Angeles.